# Helmut Bellingrodt
Helmut Bellingrodt Wolff (* 10. července 1949 Barranquilla) je bývalý kolumbijský sportovní střelec. Jeho hlavní disciplínou byla střelba na běžící terč. 
Pochází z rodiny německých přistěhovalců. Vystudoval architekturu na Autonomní karibské univerzitě v rodné Barranquille. Jeho bratry jsou sportovní střelci Hanspeter Bellingrodt a Horst Bellingrodt, kteří také reprezentovali Kolumbii na olympiádě. 
Na mistrovství světa ve sportovní střelbě v roce 1970 obsadil osmé místo. Na mnichovské olympiádě v roce 1972 získal stříbrnou medaili ve střelbě z pušky na „běžícího kance“ na vzdálenost 50 metrů. Byla to vůbec  první kolumbijská olympijská medaile. Na MS 1973 získal dvakrát bronz – ve střelbě na terč pohybující se konstantní rychlostí i v neolympijské střelbě na terč pohybující se proměnlivou rychlostí. V roce 1974 se stal v Bernu mistrem světa ve střelbě na terč ve tvaru kance v novém světovém rekordu 577 bodů. Na světovém šampionátu roku 1975 získal ve stejné disciplíně stříbrnou medaili. Na LOH 1976 obsadil šesté místo. V roce 1978 získal bronzovou medaili na mistrovství světa družstev a vyhrál Středoamerické a karibské hry.
Na Panamerických hrách v Caracasu v roce 1983 vyhrál soutěž jednotlivců a získal stříbro jako člen družstva. V roce 1984 získal opět stříbro na olympiádě v Los Angeles. Stal se tak prvním Kolumbijcem, který dokázal získat na olympiádě dvě medaile. V roce 1986 získal stříbrnou medaili na světovém poháru v Ciudad de México. Ve veteránské kategorii soutěžil ve skeetu a vyhrál Miami Cup. Byl také ředitelem organizace pro mládežnický sport Coldeportes a vedl kolumbijskou výpravu na pařížské olympiádě v roce 2024.